# Hassan El Glaoui
Pour les articles homonymes, voir El Glaoui.
Hassan El Mezouari El Glaoui (en arabe : حسن المزواري الكلاوي,) est un peintre marocain né le 23 décembre 1923 à Marrakech et mort le 21 juin 2018 à Rabat.

## Biographie
Hassan El Glaoui est le fils du dernier pacha du Maroc Thami El Glaoui, et de Lalla Zineb El Mokri, fille du grand vizir El Mokri.
El Glaoui est né à Marrakech, au Maroc, le 23 décembre 1923,. Il est le fils du pacha de Marrakech, Thami El Glaoui . L'artiste est soutenu par l'ami de son père, le Premier ministre britannique Winston Churchill, qui va convaincre son puissant père de le laisser poursuivre sa vocation artistique, en particulier après une réunion de 1943 où Churchill indique à son père que Hassan a du talent.
En 1950 Edward G. Robinson, son épouse Gladys Lloyd Robinson et Sir Anson Goodyear (en) ont été invités par leur ami Thami El Glaoui à Marrakech. Lors de leur court voyage au Maroc, ils rencontrent Hassan. Impressionnés par le talent du jeune artiste encore autodidacte, ils convainquent son père de laisser exposer pour la première fois à Paris et New-York en 1951 aux côtés des peintures de Gladys Lloyd.
Dans les années 1950, El Glaoui étudie à Paris à l'École des Beaux-Arts avec Jean Souverbie et Émilie Charmy. Pendant ses études, il apprend le dessin et la peinture à l'huile et deviendra le premier[réf. nécessaire] maitre de la peinture marocaine à étudier et exposer son art à l'étranger. Il commence à exposer à Paris, Londres ou New York.
Il fait la rencontre durant ses études de sa première épouse, une Française d'origine égyptienne, Évelyne Kahil. En 1954, il est blessé dans un accident d'automobile avec sa femme à Aix-les-Bains.
Hassan El Glaoui était le descendant d'une des plus grandes dynasties berbère. Après la mort de son père en 1956, les richesses de sa famille seront confisquées et saisies un an après la mort de son père et peu de temps après l'indépendance du Maroc.
Lors d'un séjour à Marrakech, il est enlevé le 1er mai 1957 avec trois de ses frères par (des éléments a priori non contrôlés de l'Istiqlal), et reste détenu pendant plus de 18 mois dans différents lieux. Le dernier emplacement était près de Casablanca à Boucheron.
Il décide de s'exiler à Paris après sa libération en 1959. Sa première femme demande rapidement le divorce, il s'installe dans un lieu excentré de Paris près du château de Rambouillet, où il vit seul dans un pavillon de chasse du châteaux. Il rencontre sa seconde épouse Christine Legendre, modèle pour Hubert de Givenchy. Ils se marient à Bruxelles en 1963.
En 1965, il retourne vivre au Maroc.
Il est devenu célèbre dans les années 1980 avec son modernisme, ses paysages et surtout des portraits uniques. Ses œuvres sont conservées dans la collection du Palais Royal à Fès, et la collection du Parlement à Rabat.
Hassan El Glaoui est décédé le 21 juin 2018 à Rabat, à l'âge de 94 ans,,.
Les œuvres d'El Glaoui ont été appréciées par le roi du Maroc Hassan II. Il sera par la suite un des artistes préférés de son fils le roi Mohamed VI. Début 2012, l'œuvre d'El Glaoui a été exposée aux côtés des peintures de Churchill de Marrakech, telles que proposées par la fille d'El Glaoui et organisées par Daniel Robbins (en) au Leighton House Museum (en) à Londres.
En avril 2019, la famille a organisé avec le Musée Mohammed VI d'art moderne et contemporain une exposition avec plus de cent peintures uniques intitulée « Le sel de ma terre » en présentant des œuvres encore inconnues du public réalisées dans les années 1940 et 1950.

### Famille
Hassan El Glaoui est le père de Touria El Glaoui, fondatrice de la manifestation d'art contemporain 1-54 Contemporary African Art Fair à Londres, et de Ghizlan El Glaoui, peintre. Son petit-fils Brice Bexter est un acteur de cinéma. Hassan El Glaoui est le demi frère de Brahim El Glaoui, père de Mehdi El Glaoui acteur de la série Belle et Sébastien.

## Expositions personnelles
2010, Remp’Art galerie, Marrakech ; Rétrospective Attijariwafa Bank, Casablanca ; 2005, Matisse Art Gallery, Marrakech ; 1976 à 1988, Galerie Venise Cadre, Casablanca ; 1976, Hammer Galleries, New York ; 1975, Galerie V, Paris ; 1969, Galerie Isy Brachot, Bruxelles ; Tryon Galleries, Londres ; 1968, Upper Grosvenor Galleries, Londres ; 1967, Hammer Galleries, New York ; 1963, Galerie Jeanne Castel, Paris ; 1960, Galerie de Paris, Paris ; Ohana Gallery, Londres ; 1959 à 63, Galerie Petrides, Paris ; 1952, Wildenstein Gallery, New York ; 1950, Galerie André Weil, Paris.

## Style
Ses peintures suivent les traditions française et marocaine de l'art figuratif, et ses principaux sujets sont les chevaux (militaires, cavaliers de fantasia), les paysages et les portraits.